# Yhú
Yhú es un distrito paraguayo ubicado en el Departamento de Caaguazú. Se sitúa a 230 km de la ciudad de Asunción y tiene una superficie de 678 km².

## Toponimia
Yhú es el nombre de uno de los afluentes del Río Yguazú, del que la ciudad toma su denominación. Yhú es una palabra que escrito en guaraní y pronunciado como "yjhú", significa agua negra.

## Historia
Según la historia, esta localidad fue fundada en dos oportunidades, no se conocen datos exactos de la primera fundación. La segunda fundación fue en 1904 por Don Daniel García (a orillas del arroyo del que lleva su nombre), proveniente de la localidad de Barrero Grande que organizó el repoblamiento después de la Guerra de la Triple Alianza.

## Geografía
Es el distrito de mayor superficie del Departamento de Caaguazú, con 534,70 km². Está al norte de la ciudad de Caaguazú.

## Clima
La temperatura media es de 22 °C, la mínima de 0 °C y la máxima de 32 °C. El clima es templado con precipitaciones abundantes, y subtropical.

## Demografía
Según datos oficiales del censo paraguayo de 2022, Yhú tiene un total de 22 524 habitantes. Los pobladores de la región están dispersos en el campo y están organizados en torno a las escuelas y oratorios, en comunidades y compañías.

## Economía
Es una ciudad mayoritariamente yerbatera, los pobladores se dedican también a la agricultura y la explotación forestal. Junto a Vaquería es uno de los mayores productores de algodón. En cuanto a la ganadería, se cría ganado cebuana, para carne.